# أكيبية
أَكِيْبِيَّة (الاسم العلمي: Akebia) مُعرب من اليابانية ( 通 草 ). جنس نباتات مُزهرة ليفية عارشة معمرة من فصيلة اللرديزباليات. أنواعه خمسة. أعطانها في الصين وتايوان وكوريا واليابان.

## معرض صور

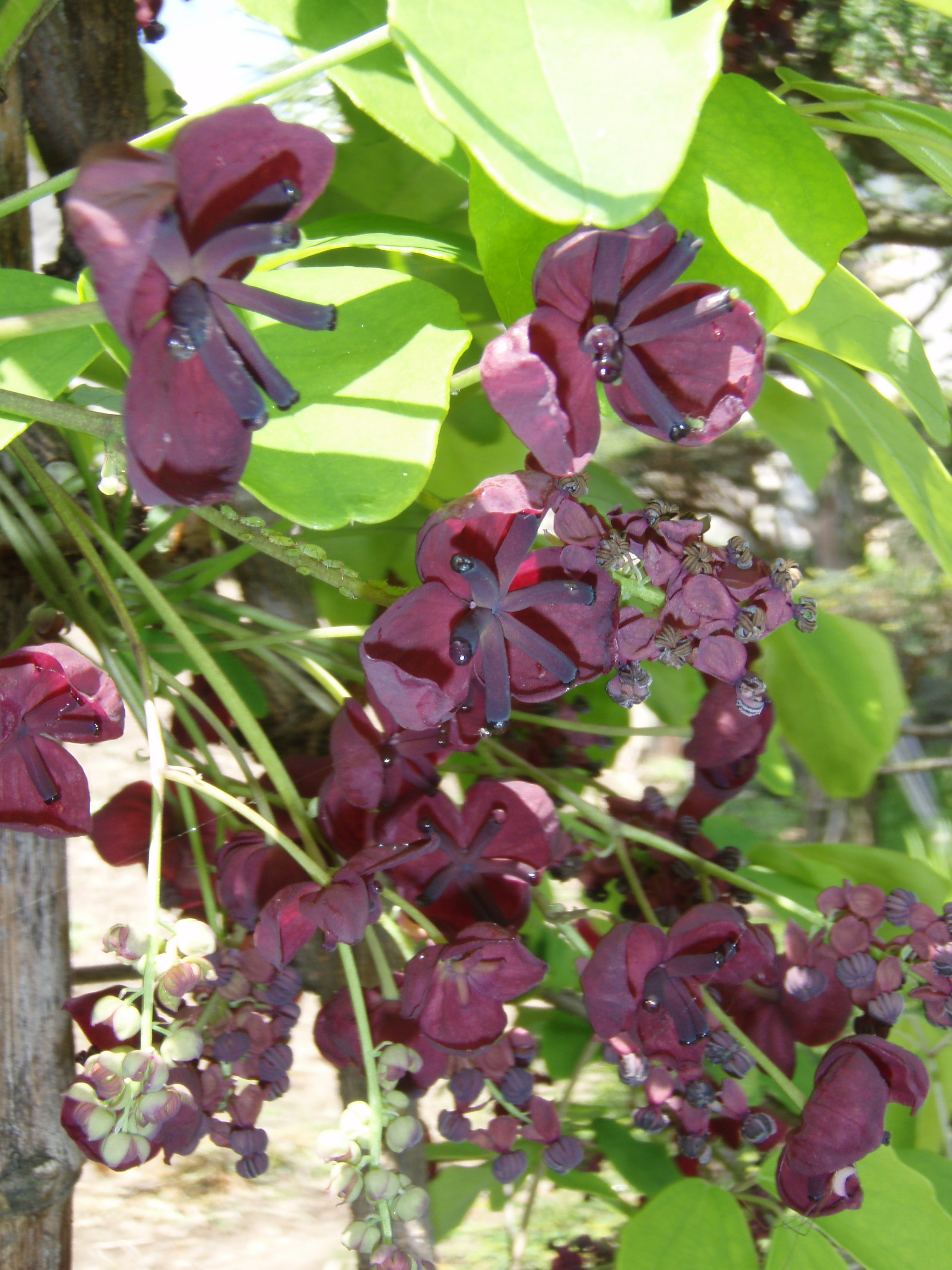
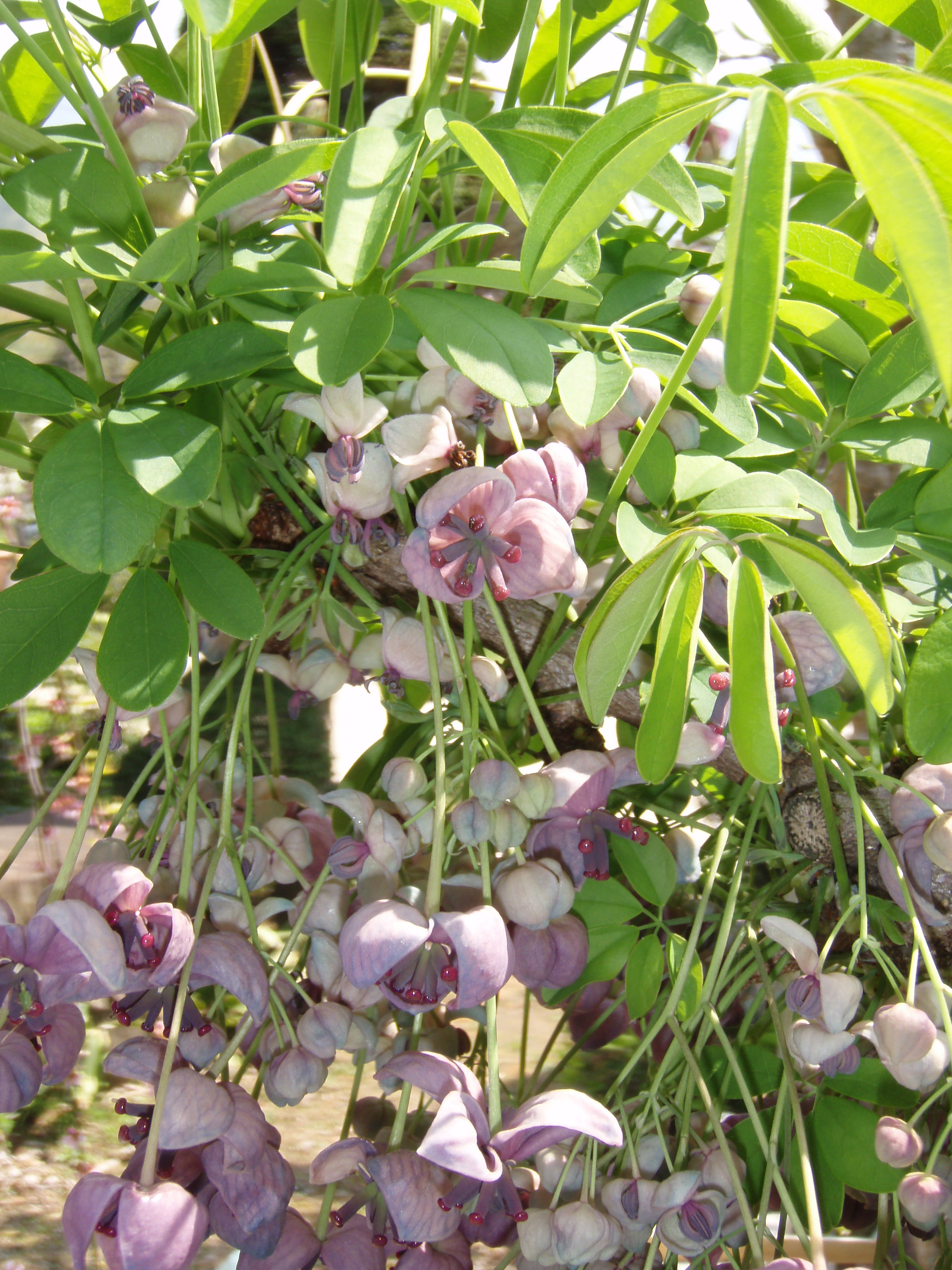
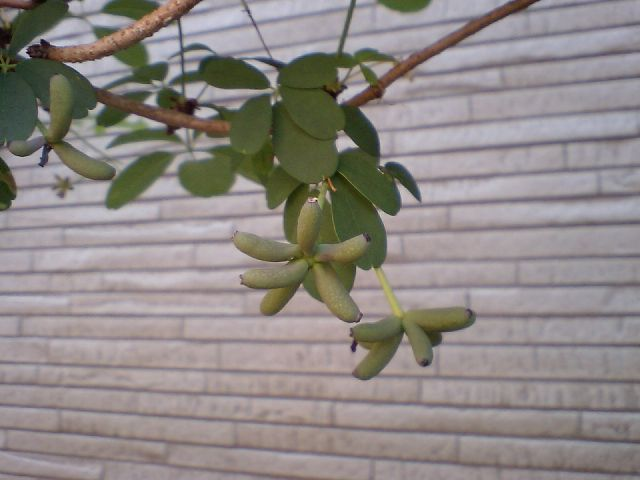
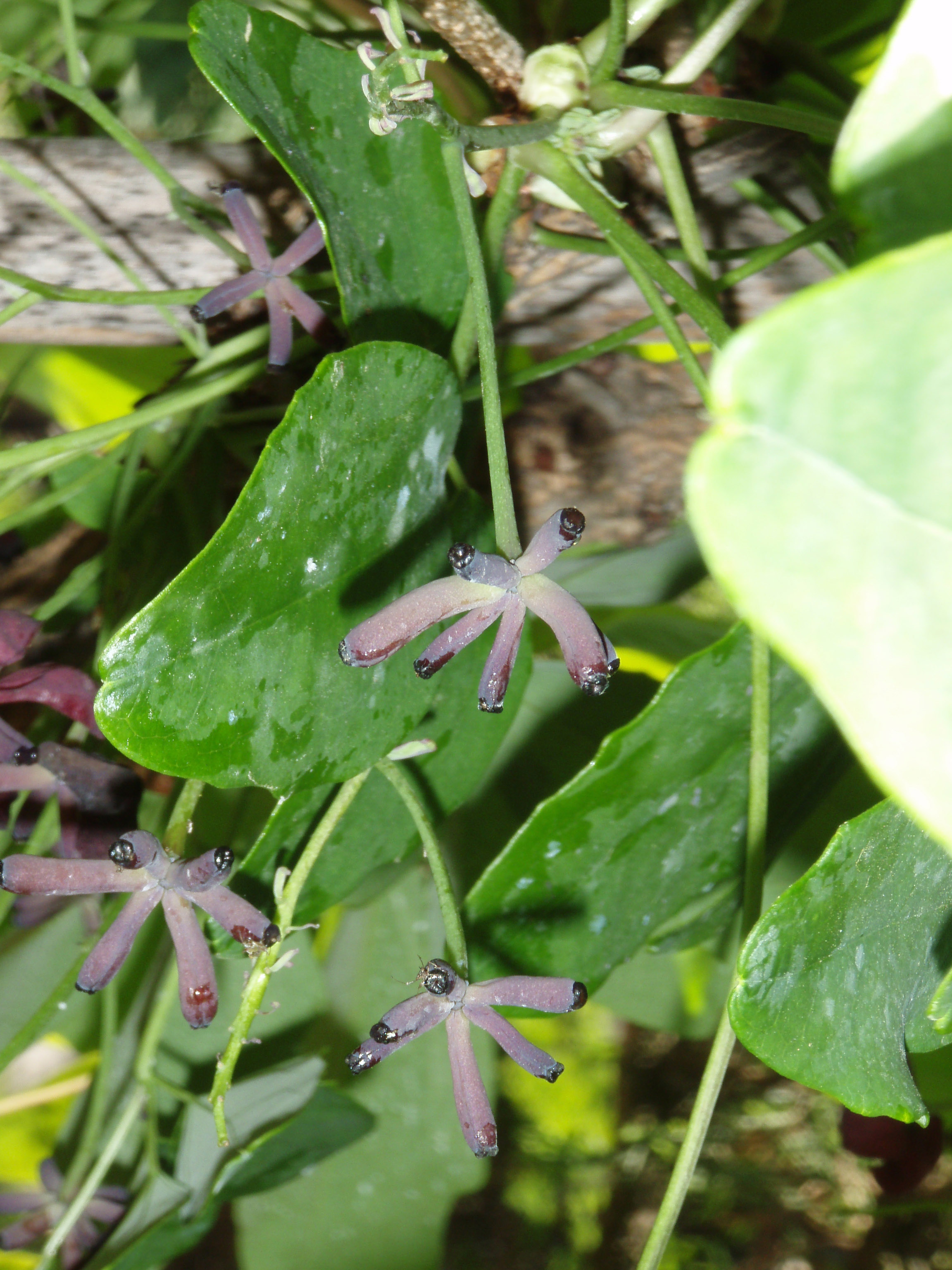